# Bonanza Creek (Klondike River)
Der Bonanza Creek ist ein 33 km langer linker Nebenfluss des Klondike River im Westen des Territoriums Yukon in Kanada. Bekanntheit erlangte er durch den größten Goldrausch in Nordamerika – dem Goldrausch am Klondike von 1896 bis 1898.

## Verlauf
Der Bonanza Creek entspringt 27 km südöstlich von Dawson auf einer Höhe von etwa 1000 m. Er fließt anfangs etwa 15 km  in westnordwestlicher Richtung. Unterhalb der Einmündung des Eldorado Creek wendet sich der Bonanza Creek in Richtung Nordnordwest. Der Fluss durchquert eine stark bewaldete Region. Entlang dem Flusslauf befinden sich mehrere Minen. Der Bonanza Creek mündet schließlich südöstlich von Dawson in den Klondike River, knapp 2 km oberhalb dessen Mündung in den Yukon River.

## Geschichte
Am "Discovery Claim" wurde 1896 Gold gefunden. Dieser Fund führte zum Goldrausch am Klondike und markiert den Beginn der Erschließung des Yukon-Territoriums.
Am Flusslauf befinden sich zwei Orte von nationaler historischer Bedeutung, die als National Historic Site of Canada designiert sind: "Discovery Claim (Claim 37903)" (⊙) und "Dredge No. 4" (⊙), ein erhaltener Goldbagger.